# Kolkwitz
Kolkwitz település Németországban, azon belül Brandenburgban. Lakosainak száma 9384 fő (2023. december 31.).

## Népesség
A település népességének változása:
| Lakosok száma | 7555 | 8622 | 10 270 | 9989 | 9542 | 9147 | 9269 | 9297 | 9348 | 9384 |
|               | 1990 | 1995 | 2000   | 2005 | 2010 | 2015 | 2020 | 2021 | 2022 | 2023 |

## Híres személyek
- itt született Rainer Troppa (1958–2023) keletnémet válogatott labdarúgó